# إنترلوكين 1
إنترلوكين- 1 هو مجموعة من 11 سيتوكين.
يحدث الانترلوكين-1 تأثيراته الحيوية بارتباطه مع مستقبل خاص على سطح الخلايا الحساسة، وقد تم التعرف على مستقبلين مختلفين: النمط Ι و النمط ΙΙ، حيث يرتبط كل من IL-1α و IL-1β بهذين المستقبلين، ولكن تقول بعض الدراسات أن الانترلوكين-1 يحدث تأثيراته الحيوية فقط بعد الارتباط مع مستقبل النمط Ι.
انترلوكين 1
(A) IL-1، والطابع العام
1. IL-1 وينتج أساسا من الخلايا IL-1 الضامة؛ وعلاوة على ذلك تقريبا جميع الخلايا الأنوية، مثل الخلايا البائية، والخلايا القاتلة الطبيعية، الخلايا التائية في المختبر، الخلايا الكيراتينية، والخلايا الجذعية، الخلايا النجمية، كما الخلايا الليفية، والعدلات، الخلايا البطانية وخلايا العضلات الملساء يمكن أن تنتج IL-1. في ظل الظروف العادية، فقط الجلد والعرق والبول يحتوي على كمية معينة من IL-1، فإن الغالبية العظمى من الخلايا يتعرض للمستضد الأجنبية أو التحفيز mitogen من التوليف وإفراز لIL-1.
2. IL-1 جزيء IL-1 واثنين من أشكال مختلفة الجزيئية، واحدة تسمى IL-1α، والأحماض الأمينية 159، ويسمى آخر IL-1β، التي تحتوي على 153 الأحماض الأمينية، وكلاهما المشفرة بواسطة الجينات المختلفة كانت . على الرغم من أنها ليست سوى 26٪ من الأحماض الأمينية تسلسل تناظر، لكن IL-1α و IL-1β في نفس تقارب ملزمة لنفس مستقبلات سطح الخلية، ولعب التأثير البيولوجي نفسه.
3. IL-1 مستقبلات (IL-1R) IL-1R موجود في كل الخلايا الأنوية تقريبا، كل خلية في عدد من IL-1R تتراوح في أي مكان من عشرات (مثل خلايا تي)، وعدة آلاف ( مثل الخلايا الليفية). IL-1R نوعان رئيسيان: الأول هو IL-1R1، هذا الجزيء في جزء داخل الخلايا من سلسلة أطول الببتيد، يلعب دور التنشيط نقل الإشارات؛ الآخر هو IL-1R2، جزء من الخلايا الببتيدات أقصر، لا يمكن نقل فعال إشارة، ولكن جزء خارج الخلية لإطلاق سراح سلسلة الببتيد في السائل خارج الخلية في شكل حر وIL-1 ملزمة للعب تثبيط ردود الفعل. GM-CSF، G-CSF و IL-1 الخلايا في هم IL-1R يمكن تحسين مستوى التعبير، وTGF والكورتيزون يمكن أن تقلل من التعبير IL-1R.
(B) IL-1 النشاط البيولوجي
1. تأثير المحلية من تركيز المحلية منخفضة IL-1 تلعب دورا رئيسيا في تنظيم المناعة. ① التآزر مع مستضد، يمكن CD4 تي خلية التنشيط والتعبير IL-2R؛ ② ب تشجيع نمو الخلايا والتمايز، يمكن الطحال خلايا ويحات انحلال الدم (PFC) زيادة 100 أضعاف، مشيرا إلى أن IL-1 ولكن أيضا لتعزيز تشكيل الأجسام المضادة؛ ③ تعزيز الوحيدات - خلايا البلاعم مستضد تقديم APC القدرات؛ ④ و IL-2 أو فيروسات التآزر نشاط الخلايا القاتلة الطبيعية يمكن أن تكون معززة؛ ⑤ جذب العدلات، مما تسبب في إطلاق وسطاء التهابات، ويمكن تحفيز ⑥ متنوعة من خلايا اللحمة المتوسطة الإفراج عن الانزيمات المحللة للبروتين وتنتج بعض التأثير؛ مثل التهاب المفاصل الروماتويدي الآفات الزليلي (تدمير الكولاجين، وارتشاف العظام، الخ) ومن المقرر بعد mφ داخل المفصل حفز إفراز IL-1 وتفعيل والخلايا اللحمية الأنسجة المحلية تفرز كميات كبيرة من البروستاجلاندين وكولاجيناز، والتحلل التي تسببها الغشاء الزليلي سيئة؛ ⑦ IL-1 على خلايا الغضروف، والخلايا الليفية واستقلاب العظام لديهم أيضا بعض التأثير.
2. تظهر التجارب على الحيوانات أن التأثيرات الجهازية، IL-1 إفراز أو حقن من الدورة الدموية الناجمة عن التفاعلات الجهازية. يمكن ① بناء على ما تحت المهاد يسبب حمى، مع وجود تأثير مولد للحمى قوية. هذا التأثير كان مختلفا بشكل كبير مع العوامل البكتيرية: منحنى الحرارية IL-1 يسببها في اتجاه واحد، وفترة الحضانة 200min، في حين أن الذيفان الداخلي منحنى الحمى التي يسببها هي ثنائية الاتجاه، وفترة الحضانة من 1H على الأقل؛ IL-1 الحرارة حساسة، تلف بسهولة، في حين أن الداخلية لن يتم التسامح مع إعطاء حقن متكررة من الذيفان الداخلي في الأرانب قد يكون مقبولا، ولكن IL-1؛ حرارة السم. ② تحفيز طائي إطلاق الموجهة القشرية لإفراز هرمون، وإطلاق سراح من الغدة النخامية الموالية للالأدرينالين، وإطلاق سراح ادرينالين من السكرية تعزيز IL-1 مع تنظيم ردود الفعل. ③ تأثير على خلايا الكبد تعزيز القدرة على امتصاص الأحماض الأمينية، وبالتالي عدد كبير من التوليف وإفراز بروتينات المرحلة الحادة، مثل α2 الجلوبيولين، الفيبرينوجين، بروتين سي التفاعلي. ④ مكتبة لخلايا نخاع العظام التي تطلق في العدلات في الدم، وإلى تفعيل، وتعزيز قدرتها على قتل الكائنات الحية الدقيقة المسببة للأمراض والقدرة الهجرة. يمكن ⑤ بالتعاون مع CSF تعزيز انتشار الخلايا الاصلية المكونة للدم، وذلك لتشكيل مستعمرة ضخمة؛ العظام خلايا انسجة نخاع يمكن ان تنتج مجموعة متنوعة من السائل النخاعي وتعبر عن مستقبلات المقابلة، وبالتالي المساهمة في التمايز الموجهة من الخلايا المكونة للدم.
IL-1 على الرغم من أن لم تدرس على نطاق واسع في البشر، ولكن تأثيره على الجهاز المناعي، والتطبيق السريري خاصة أنه يحتوي على احتمال جذابة. علاوة على ذلك، لأن الجسم IL-1 وتشارك أيضا في مجموعة متنوعة من العمليات المرضية، ودراسة IL-1 المانع قد يكون لها أيضا أهمية عملية. استنسخت IL-1 مستقبلات (IL-1receptorantagonist، IL-1RA)، يمكن أن تكون مغلقة المادة في نشاط الجسم الحي من IL-1، هو مثالي IL-1 عامل مغلقة.
انترلوكين 2
(A) IL-2، والطابع العام
1. تتأثر IL-2 IL-2 الخلايا المتولدة أساسا عن طريق الخلايا التائية (وخاصة خلايا CD4 T) بواسطة المستضد أو التوليف mitogen حفز؛ خلايا B والخلايا القاتلة الطبيعية وحيدات - الضامة أيضا إنتاج IL-2 .
2. IL-2 جزيء IL-2 الوزن الجزيئي لل15kd، التي تحتوي على 113 بقايا الأحماض الأمينية من البروتينات السكرية في الكروموسوم البشري 4 بواسطة الجينات الأولى ترميز. IL-2 مع بعض الخلايا أنواع محددة، الإنسان الرئيسيات المستمدة رد فعل فقط IL-2، وتقريبا كل خلايا جميع الأنواع من الحيوان إلى الإنسان IL-2 حساسة.
3. وتشمل IL-2 مستقبلات (IL-2R) IL-2 الخلايا المستهدفة خلايا تي، الخلايا القاتلة الطبيعية، والخلايا B وحيدات - الضامة. هذه الخلايا يمكن التعبير عن IL-2R. IL-2R يحتوي على ثلاثة سلاسل ببتيد: واحد للα سلسلة، الوزن الجزيئي 55kd؛ 1 من المادة 1 سلسلة β، 75kd الوزن الجزيئي؛ واحد آخر للسلسلة γ، و64kd الوزن الجزيئي. المنطقة داخل الخلايا α-سلسلة غير قصيرة، ويمكن إرسال إشارات إلى الخلايا، والمنطقة بين الخلايا طويلة β-سلسلة وγ-سلسلة، مع نقل الإشارات. ثلاثة أنواع من الببتيد وحده مع انخفاض تقارب ملزم IL-2، فقط التعبير في وقت واحد من تقارب عالية يمكن أن تنتج.
(B) النشاط البيولوجي IL-2
1. لتحفيز نمو مجموعة متنوعة من المحفزات تي خلية التنشيط تي خلية في المختبر عموما لا يمكن أن يكتب لها البقاء طويلا، مضيفا IL-2 قادرة على مواصلة الانتشار على المدى الطويل، وبالتالي كان اسمه IL-2 مثل عامل النمو تي خلية (tcellgrowthfactor، tcgf). لا يزال لا تعبر عن سطح الخلية T-IL-2R، وIL-2 أي رد؛ بواسطة mitogen أو غيرها من المحفزات للتعبير تي خلية التنشيط IL-2R، كما ايل 2 الخلايا المستهدفة، وIL-2 يمكن أن يتسبب من قبل زيادة الخلايا المستهدفة التعبير عن IL-2R. في الجسم الحي، IL-2 对 CD4 T الخلايا عن طريق ممر autocrine لتحقيق لأن CD4 تنشيط الخلايا التائية يمكن أن تنتج كميات كبيرة من IL-2؛ CD8 الخلايا التائية وطريقة نظير الصماوي للحفاظ على الخلية نمو. التعبير IL-2R في خلايا تي هي عابرة، وعادة في 2-3 أيام بعد أن وصلت تفعيل ذروة بلغت حوالي 6-10 أيام بعيدا. مع اختفاء IL-2R، خلايا تي التي تفقد القدرة على الاستجابة IL-2. لذلك، للحفاظ على نمو خلايا T العادية طويلة الأجل في المختبر، يجب أن الاستمرار في استخدام mitogen أو المهيجات الأخرى لتحفيز خلايا تي، من أجل الحفاظ على التعبير IL-2R.
2. تلقى ① سمية الخلايا المستحثة من قبل إشارة التحفيز CD8 T IL-2 الخلايا عن طريق تفعيل دور CTL، لعب السمسة؛ في ظل ظروف معينة، CD4 الخلايا التائية يمكن أيضا أن يتسبب بواسطة IL-2 و مع المختبر. ② الخلايا القاتلة الطبيعية هي الظروف العادية فقط هي الخلايا اللمفاوية IL-2R، وبالتالي تبقى دائما IL-2 للتفاعل. ومع ذلك، الخلايا القاتلة الطبيعية الثابتة إلا أن نعرب عن IL-2R من سلسلة β وسلسلة γ، تقارب منخفضة IL-2، فقط على تركيزات عالية من IL-2 لرد. مرة واحدة التنشيط NK الخلية، والتعبير عن سلسلة α من IL-2R، ومستقبلات تقارب عالية؛ جرعات كبيرة LAK IL-2 التي يسببها نشاط الخلايا القاتلة الطبيعية الرئيسية. ③ جعل الخلايا التائية للخلايا NK ifnγ، tnfβ وtgfβ عوامل أخرى، إلى تعزيز السامة للخلايا غير محددة؛ يسببها أيضا عامل نمو الخلايا وكذلك بعض عوامل النمو المكونة للدم (ب)، التي تلعب تأثير البيولوجية ذات الصلة.
3. على خلايا ب IL-2 صحيح ب نمو الخلايا والتمايز لها دور معين في تعزيز. المنشط أو الخبيثة خلية التعبير سطح عالية تقارب ب IL-2R، ولكن كثافة منخفضة؛ كثافة أعلى ب IL-2 يمكن أن تحفز نمو الخلايا والتكاثر، وتعزيز إفراز الأجسام المضادة، وتحفز إفراز ب خلية إفراز igg2 تحويل نحو IGM .
4. دور بلعم الإنسان الوحيدات - سطح الخلية البلاعم في الأزياء العادية مع كمية صغيرة من التعبير سلسلة IL-2rβ، ولكن عن طريق IL-2، ifnγ عمل أو عوامل تفعيل أخرى، قد أعرب عن تقارب عالية IL-2R. الوحيدات - تتواصل خلايا البلاعم دور IL-2، مستضد تقديم القدرات، جراثيم، وتعزيز بشكل كبير سميتها خلوية، كما تم تعزيز القدرة على إفراز بعض السيتوكينات.
(ثلاثة) IL-2 التطبيق
كما IL-2 النشاط السامة للخلايا التي يسببها وزيادة، التطبيق الحالي IL-2 العلاج من بعض الأمراض، وخاصة لعلاج السرطان وقد درس على نطاق واسع، وحده أو مع LAK IL-2 الخلايا (انظر الفصل ) حققت الجمع بين العلاج لها تأثير معين من الورم، كما يمكن أن تستخدم للعدوى الفيروسية، ونقص المناعة، وعلاج أمراض المناعة الذاتية.
ولكن الآثار الجانبية من IL-2 كما تجتذب أعدادا متزايدة من الاهتمام: IL-2 يمكن أن يسبب الحمى والقيء والأعراض العامة الأخرى، ولكن أيضا أن يسبب اضطرابات التمثيل الغذائي للمياه والملح والكلى والكبد والقلب والرئة وغيرها من العجز؛ الأكثر شيوعا وخطورة هو متلازمة تسرب الشعرية، وكان المريض على التوقف عن العلاج. IL-2 الآثار الجانبية غالبا ما ترتبط مع IL-2 جرعة العلاج ووقت كانت الأعراض المرتبطة به بعد إيقاف العلاج بسرعة أكبر خفض أو تختفي. الآثار الجانبية IL-2 هي سبب العديد من الآليات، ولكن غير المباشرة أساسا، أن IL-2 الناجم عن عوامل معينة أو الخلايا القاتلة تلعب دورا هاما؛ ومن المعروف أن الخلايا يمكن أن تكون مستعدة عن طريق إذابة الأنسجة داخل الأوعية LAK تسبب مجموعة متنوعة من الآثار الجانبية. الدواء المناسب معين (مثل اندوميثاسين، الميبيريدين، اسيتامينوفين، وغيرها من أجل الاسيتيل)، مع الجمع بين العلاج، لتحسين وضع الإدارة (على سبيل المثال عدة مرات التسريب قصيرة) وطرق الإدارة (مثل تغيير الإدارة الشاملة لل ورم موضعي)، وما إلى ذلك سوف تخفيف بصورة فعالة ردود الفعل السلبية.
IL أخرى
IL-3

## مجموعة إنترلوكين 1
| الاسم   | اسم العائلة | المستقبل  | المستقبل المشارك | التأثير                         | الموقع الكروموسومي |
| ------- | ----------- | --------- | ---------------- | ------------------------------- | ------------------ |
| IL-1α   | IL-1F1      | IL-1RI    | IL-1RacP         | بادئ التهاب                     | 2q14               |
| IL-1β   | IL-1F2      | IL-1RI    | IL-1RacP         | بادئ التهاب                     | 2q14               |
| IL-1Ra  | IL-1F3      | IL-1RI    | NA               | ضاد لـ IL-1α و IL-1β            | 2q14.2             |
| IL-18   | IL-1F4      | IL-18Rα   | IL-18Rβ          | بادئ التهاب                     | 11q22.2-q22.3      |
| IL-36Ra | IL-1F5      | IL-1Rrp2  | لا يوجد          | ضاد لـ IL-36α و IL-36β و IL-36γ | 2q14               |
| IL-36α  | IL-1F6      | IL-1Rrp2  | IL-1RAcP         | بادئ التهاب                     | 2q12 - q14.1       |
| IL-37   | IL-1F7      | غير معلوم | غير معلوم        | مضاد التهاب                     | 2q12 – q14.1       |
| IL-36β  | IL-1F8      | IL-1Rrp2  | IL-1RAcP         | بادئ التهاب                     | 2q14               |
| IL-36γ  | IL1-F9      | IL-1Rrp2  | IL-1RAcP         | بادئ التهاب                     | 2q12 – q21         |
| IL-38   | IL-1F10     | غير معلوم | غير معلوم        | غير معلوم                       | 2q13               |
| IL-33   | IL-1F11     | ST2       | IL-1RAcP         | الاستجابة لـTh2 وبادئ التهاب    | 9p24.1             |

## التأثيرات الحيوية للانترلوكين- 1
يتواسط IL-1 العديد من الفعاليات الحيوية منها:
- هو عبارة عن سيتوكين التهابي يحفز تصنيع العديد من المواد مثل الإيكوزانوئيدات بالإضافة إلى البروتيازات والأنزيمات المختلفة المرتبطة بتوليد التفاعل الالتهابي.
- يلعب دورا ً في تفعيل اللمفاويات البائية والتائية. حيث يجعل مستقبلات الIL2 تبرز على غشاء هذه الخلايا
- يعمل إلى جانب IL-6 على تحريض تصنيع بروتينات الطور الحاد في الخلايا الكبدية.
- يعمل كمحفز إضافي لنمو وتمايز الخلايا الدموية.

يعتمدظهور هذه التأثيرات الحيوية بشكل كبير على كمية IL-1 المنتجة، ففي التراكيز المنخفضة يكون قادرا ً على إحداث التهاب موضعي (paracrine effect)، أما بالتراكيز العالية يكون له تأثير جهازي (endocrine effect) كتصنيع بروتينات الطور الحاد في الكبد وأيضا ً في إحداث الحرارة (لذا يسمى أحيانا ً endogenous pyrogen).
بالإضافة ل IL-1α و IL-1β تم التعرف على بروتين آخر شبيه بالانترلوكين-1 يدعى IL-1 receptor antagonist (IL-1Rα) و من اسمه فهو يستطيع الارتباط بمستقبل IL-1 بدون أن يفعل الاستجابة داخل الخلوية.

## التقانة الحيوية للانترلوكين-1
لم يظهر للانترلوكين-1 أي تأثير مرغوب دوائيا ً في معالجة بعض السرطانات أو في معالجة تثبيط نقي العظم الناتج عن المعالجة الكيماوية أو الشعاعية، بالعكس من ذلك فقد أبدى IL-1 آثارا ً جانبية شديدة كالحمى والقشعريرة والأعراض المشابهة للإنفلونزا. لكن وبما أن IL-1 يلعب دورا ًفي الالتهاب الحاد والمزمن فإنه من الممكن العمل على تقليل مستوياته بشكل يخفف من حدة بعض الأمراض الالتهابية ويمكن تحقيق ذلك بعدة طرق منها:
- لأضداد الموجهة ضد IL-1
- الأشكال المنحلة من مستقبل IL-1
- استخدام IL-1 receptor antagonist

تمت الموافقة حديثا ً على دواء مصنع بتقنية ال حمض نووي ريبوزي منقوص الأكسجين المأشوب معتمدا ً على IL-1Rα و ذلك لمعالجة التهاب المفاصل الروماتويدي، و الجرثوم المستخدم هو E. Coli.